# Martins Licis

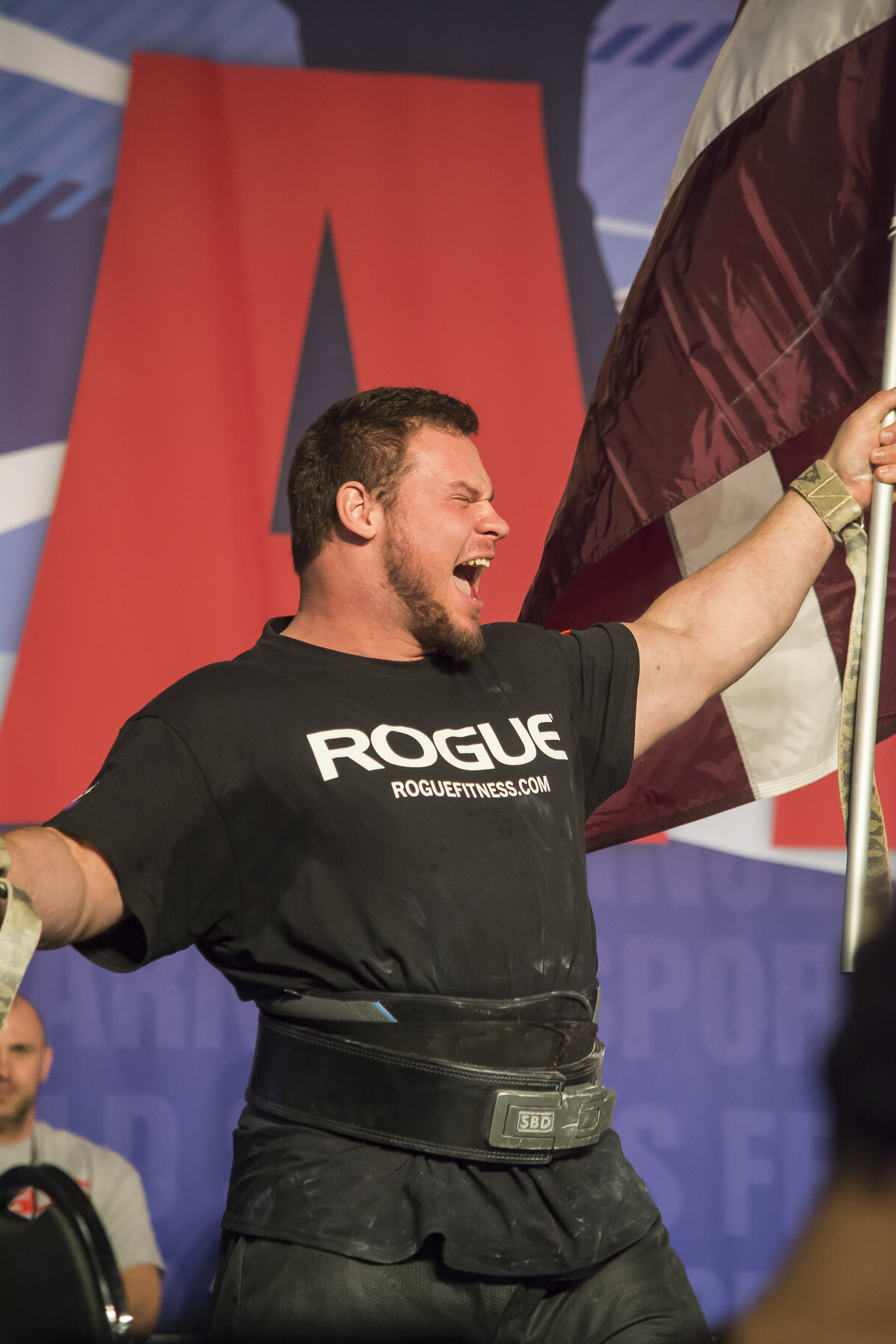
Martins Licis

Martins Licis (* 28. September 1990) ist ein US-amerikanischer Strongman und Gewinner des World’s Strongest Man 2019.

## Karriere
| Strongman-Wettkämpfe     | Strongman-Wettkämpfe |
| ------------------------ | -------------------- |
| World’s Strongest Man    |                      |
| 6.                       | 2016                 |
| 4.                       | 2017                 |
| 4.                       | 2018                 |
| 1.                       | 2019                 |
| Arnold Strongman Classic |                      |
| 8.                       | 2017                 |
| 2.                       | 2019                 |
| 1.                       | 2022                 |
| Rogue Invitational       |                      |
| 1.                       | 2022                 |

Licis wuchs in Lettland auf und zog später in die USA, wo er die Strongmanlegende Odd Haugen traf, der ihn ab sofort trainierte. 2015 konnte er die Odd Haugen All-American Strength Classic gewinnen. 2016 nahm er zum ersten Mal am World’s Strongest Man teil, wo er den 6. Platz belegte. Außerdem trat Licis 2016 im MAS Wrestling an, einer Variation des Stock-Wrestling, wo er Gold in der MAS Wrestling Open World Championships gewann.
Bei den World’s Strongest Man 2017 und 2018 wurde er jeweils vierter.
2019 konnte er bei den Arnold Strongman Classic den zweiten Platz belegen und den World’s Strongest Man gewinnen.

## Körpermaße
Er ist 1,88 m groß und hat ein Gewicht von 150 kg.

## Sonstiges
Licis ist auch als The Dragon bekannt.